# Liiga
Die Liiga (bis 2013 SM-liiga) ist die oberste finnische Eishockeyliga. Sie wurde 1975 als SM-liiga gegründet, um die Amateurliga SM-sarja zu ersetzen. 2013 wurde sie aus Marketinggründen in Liiga umbenannt. „SM“, das bis 2013 Namensbestandteil war, ist eine Abkürzung für suomenmestaruus (deutsch: Finnische Meisterschaft). Die Liiga arbeitet mit dem finnischen Eishockeybund Suomen Jääkiekkoliitto zusammen.
Zurzeit spielen 15 Mannschaften in der Liga. Im Jahr 2000 wurde die Liga zunächst geschlossen, sodass kein Team ohne die Einwilligung des Ausschusses in eine niedrigere Liga absteigen oder von einer niedrigeren Liga aufsteigen konnte. Im Juli 2007 wurde entschieden, die Liga ab der Spielzeit 2009/10 wieder zu öffnen, damit Mannschaften aus der Mestis, der zweithöchsten finnischen Eishockeyliga, wieder einfacher aufsteigen konnten. Der Modus bestand in einer Best-of-Seven-Serie zwischen dem Letzten der Liiga und dem Sieger der Mestis. 2013 wurde das Relegationssystem jedoch wieder abgeschafft. Seither können sich Teams für die Liiga bewerben, sofern sie bestimmte wirtschaftliche Kriterien erfüllen. Aufgrund des Wechsels von Jokerit in die KHL und der Insolvenz der Espoo Blues wurden seitdem Sport, KooKoo und Jukurit neu in die Liiga aufgenommen.

## Modus
Eine Saison in der Liiga ist in die Hauptsaison und die Play-offs unterteilt. In der Hauptsaison muss jedes Team viermal gegen jedes andere Team in der Liga und zweimal zusätzlich gegen zwei örtlich nahegelegene Mannschaft spielen. Gruppen Sollte es nach der regulären Spielzeit unentschieden stehen, werden fünf Minuten Overtime gespielt. Das erste Tor in der Overtime entscheidet das Spiel für die Mannschaft, die das Tor geschossen hat. Im Fall, dass nach der Overtime immer noch kein Sieger gefunden ist, wird das Spiel durch Penalty-Schießen entschieden.
Punktevergabe: Ein Sieg in der Hauptsaison wird mit drei Punkten belohnt, ein Sieg nach Overtime oder Penalty-Schießen ist zwei Punkte wert und eine Niederlage nach Overtime oder Penalty-Schießen bringt einen Punkt. In der Rangliste werden die Mannschaften nach Punkten sortiert. Bei Teams mit gleicher Punktzahl entscheidet die Tordifferenz. Sollte die Tordifferenz ebenfalls gleich sein, werden die Mannschaften nach erzielten Toren sortiert.
Die nach der Rangliste sechs besten Mannschaften haben sich direkt für die Viertelfinale der Play-offs qualifiziert. Die Plätze sieben bis einschließlich zehn spielen untereinander im Best-of-Three-Modus um die zwei verbleibenden Plätze im Viertelfinale. Das Viertel- und das Halbfinale sowie das Finale werden im Best-of-Seven-Modus ausgetragen. In der Runde um Platz 3 wird lediglich ein Spiel gespielt. Die jeweiligen Gegner werden so zusammengestellt, dass die nach der regulären Saison bestplatzierte Mannschaft gegen die schlechteste spielt, die zweitbeste, gegen die zweitschlechteste, und so weiter. Die besser platzierte Mannschaft hat im ersten Spiel Heimrecht, welches nach jedem Spiel wechselt. Ein Spiel dauert so, wie in der Hauptsaison, 3 mal 20 Minuten. Nach der regulären Zeit werden Overtimes von 20 Minuten Länge gespielt. Die Mannschaft, die als erste ein Tor erzielt, gewinnt.

## Mannschaften in der Saison 2025/26
| Logo | Mannschaft   | Betreiber                   | Ort          | Halle                | Kapazität |
| ---- | ------------ | --------------------------- | ------------ | -------------------- | --------- |
|      | HIFK         | HIFK Hockey Ab              | Helsinki     | Helsingin Jäähalli   | 8.100     |
|      | HPK          | HPK-Edustusjääkiekko Ry     | Hämeenlinna  | Ritari-areena        | 5.500     |
|      | Ilves        | Ilves-Hockey Oy             | Tampere      | Nokia-areena         | 12.700    |
|      | Jukurit      | Jukurit Hockey Oy           | Mikkeli      | Ikioma Areena        | 4.200     |
|      | JYP          | Jyp Jyväskylä Oy            | Jyväskylä    | LähiTapiola Areena   | 4.812     |
|      | KalPa        | KalPa Hockey Oy             | Kuopio       | Olvi Areena          | 5.300     |
|      | Kärpät       | Oulun Kärpät Oy             | Oulu         | Oulun Energia Areena | 6.614     |
|      | Kiekko-Espoo | Kiekko-Espoo Oy             | Espoo        | Espoo Metro Areena   | 6.982     |
|      | KooKoo       | KooKoo Hockey Oy            | Kouvola      | Lumon Areena         | 6.000     |
|      | Lukko        | Rauman Lukko Oy             | Rauma        | Kivikylän Areena     | 5.400     |
|      | Pelicans     | Lahden Pelicans Oy          | Lahti        | Isku Areena          | 5.098     |
|      | SaiPa        | Liiga-SaiPa Oy              | Lappeenranta | Kisapuisto           | 5.200     |
|      | Sport        | Hockey Team Vaasan Sport Oy | Vaasa        | Vaasa Areena         | 4.300     |
|      | Tappara      | Tamhockey Oy                | Tampere      | Nokia-areena         | 12.700    |
|      | TPS          | HC TPS Turku Oy             | Turku        | Gatorade Center      | 11.820    |
|      | Ässät        | HC Ässät Pori Oy            | Pori         | Enersense Areena     | 6.150     |

Ehemalige Mannschaften: (Mannschaften, die sich umbenannt haben, zurückversetzt wurden oder die Liiga verlassen haben)
- FoPS wurden 1977 zurückversetzt und sind heute FPS
- JoKP wurden 1992 zurückversetzt und sind heute Jokipojat
- Viipurin Reipas, Lahden Reipas, Kiekko-Reipas, Hockey-Reipas, Reipas Lahti sind ehemalige Namen der Pelicans
- Rosenlewin Urheilijat-38 und Porin Karhut sind ehemalige Namen von Ässät
- Koo-Vee wurden 1980 zurückversetzt
- TuTo wurden 1996 zurückversetzt
- Jokerit wechselte 2014 bis 2022 in die KHL und spielt aktuell in der Mestis

## Gewinner
Der Gewinner der Play-offs erhält die Goldmedaille und die Kanada-malja genannte Siegertrophäe der Liiga. Der Gewinner der Hauptsaison erhält eine nach Harry Lindblad benannte Trophäe (Harry Lindbladin muistopalkinto), die von den Mannschaften weniger geschätzt wird als die Bronzemedaille.

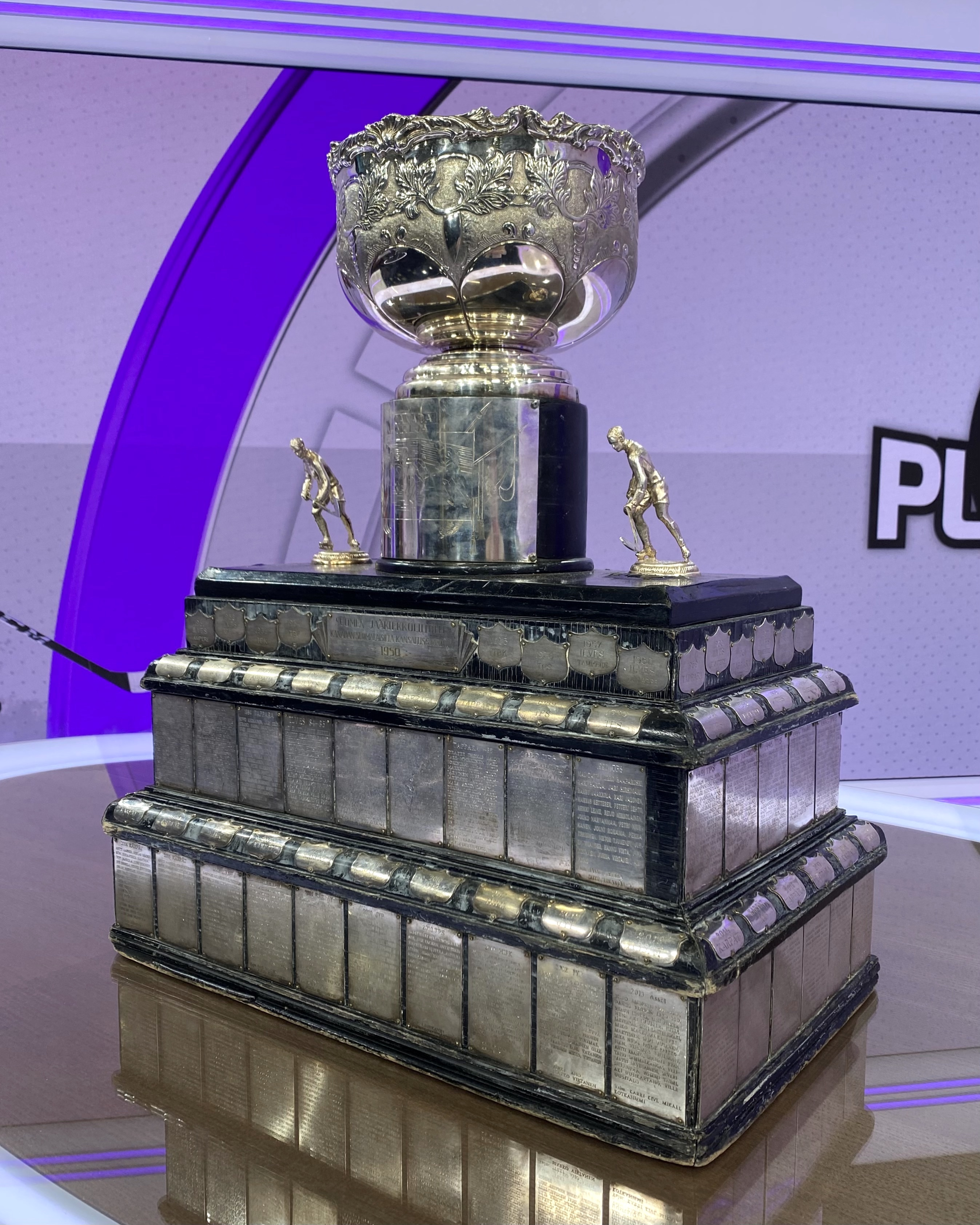
Kanada-malja

| Jahr | Gold                              | Silber                            | Bronze                            | Hauptsaison                       |
| ---- | --------------------------------- | --------------------------------- | --------------------------------- | --------------------------------- |
| 1976 | TPS                               | Tappara                           | Ässät                             | TPS                               |
| 1977 | Tappara                           | TPS                               | KooVee                            | Tappara                           |
| 1978 | Ässät                             | Tappara                           | TPS                               | Tappara                           |
| 1979 | Tappara                           | Ässät                             | TPS                               | Ässät                             |
| 1980 | HIFK                              | Ässät                             | Kärpät                            | TPS                               |
| 1981 | Kärpät                            | Tappara                           | TPS                               | Tappara                           |
| 1982 | Tappara                           | TPS                               | HIFK                              | TPS                               |
| 1983 | HIFK                              | Jokerit                           | Ilves                             | Jokerit                           |
| 1984 | Tappara                           | Ässät                             | Kärpät                            | Tappara                           |
| 1985 | Ilves                             | TPS                               | Kärpät                            | TPS                               |
| 1986 | Tappara                           | HIFK                              | Kärpät                            | Tappara                           |
| 1987 | Tappara                           | Kärpät                            | HIFK                              | Kärpät                            |
| 1988 | Tappara                           | Lukko                             | HIFK                              | Ilves                             |
| 1989 | TPS                               | JyP HT                            | Ilves                             | TPS                               |
| 1990 | TPS                               | Ilves                             | Tappara                           | TPS                               |
| 1991 | TPS                               | KalPa                             | HPK                               | TPS                               |
| 1992 | Jokerit                           | JyP HT                            | HIFK                              | JyP HT                            |
| 1993 | TPS                               | HPK                               | JyP HT                            | TPS                               |
| 1994 | Jokerit                           | TPS                               | Lukko                             | TPS                               |
| 1995 | TPS                               | Jokerit                           | Ässät                             | Jokerit                           |
| 1996 | Jokerit                           | TPS                               | Lukko                             | Jokerit                           |
| 1997 | Jokerit                           | TPS                               | HPK                               | Jokerit                           |
| 1998 | HIFK                              | Ilves                             | Jokerit                           | TPS                               |
| 1999 | TPS                               | HIFK                              | HPK                               | TPS                               |
| 2000 | TPS                               | Jokerit                           | HPK                               | TPS                               |
| 2001 | TPS                               | Tappara                           | Ilves                             | Jokerit                           |
| 2002 | Jokerit                           | Tappara                           | HPK                               | Tappara                           |
| 2003 | Tappara                           | Kärpät                            | HPK                               | HPK                               |
| 2004 | Kärpät                            | TPS                               | HIFK                              | TPS                               |
| 2005 | Kärpät                            | Jokerit                           | HPK                               | Kärpät                            |
| 2006 | HPK                               | Ässät                             | Kärpät                            | Kärpät                            |
| 2007 | Kärpät                            | Jokerit                           | HPK                               | Kärpät                            |
| 2008 | Kärpät                            | Blues                             | Tappara                           | Kärpät                            |
| 2009 | JYP                               | Kärpät                            | KalPa                             | JYP                               |
| 2010 | TPS                               | HPK                               | JYP                               | JYP                               |
| 2011 | HIFK                              | Blues                             | Lukko                             | JYP                               |
| 2012 | JYP                               | Pelicans                          | Jokerit                           | KalPa                             |
| 2013 | Ässät                             | Tappara                           | JYP                               | Jokerit                           |
| 2014 | Kärpät                            | Tappara                           | Lukko                             | Kärpät                            |
| 2015 | Kärpät                            | Tappara                           | JYP                               | Kärpät                            |
| 2016 | Tappara                           | HIFK                              | Kärpät                            | HIFK                              |
| 2017 | Tappara                           | KalPa                             | JYP                               | Tappara                           |
| 2018 | Kärpät                            | Tappara                           | HIFK                              | Kärpät                            |
| 2019 | HPK                               | Kärpät                            | Tappara                           | Kärpät                            |
| 2020 | Saison wegen Covid-19 abgebrochen | Saison wegen Covid-19 abgebrochen | Saison wegen Covid-19 abgebrochen | Saison wegen Covid-19 abgebrochen |
| 2021 | Lukko                             | TPS                               | HIFK                              | Lukko                             |
| 2022 | Tappara                           | TPS                               | Ilves                             | Tappara                           |
| 2023 | Tappara                           | Pelicans                          | Ilves                             | Tappara                           |
| 2024 | Tappara                           | Pelicans                          | Kärpät                            | Tappara                           |
| 2025 | KalPa                             | SaiPa                             | Ilves                             | Lukko                             |

## Trophäen
Folgende Trophäen werden von der Liiga vergeben:
- Aarne-Honkavaara-Trophäe – meiste Tore in der Hauptsaison
- Harry Lindbladin muistopalkinto – Sieger der regulären Saison
- Jari-Kurri-Trophäe – bester Spieler während der Playoffs
- Jarmo Wasaman muistopalkinto – Anfänger des Jahres
- Kalevi-Numminen-Trophäe – bester Trainer
- Kultainen kypärä – bester Spieler, wird von den SM-liiga-Spielern gewählt
- Kanada-malja – Sieger der Play-offs
- Lasse-Oksanen-Trophäe – bester Spieler während der Hauptsaison
- Matti-Keinonen-Trophäe – effektivster Spieler nach der Plus/Minus-Statistik
- Pekka-Rautakallio-Trophäe – bester Verteidiger
- Pentti-Isotalo-Trophäe – bester Linienrichter
- Raimo-Kilpiö-Trophäe – fairster Spieler
- Unto-Wiitala-Trophäe – bester Schiedsrichter
- Urpo-Ylönen-Trophäe – bester Torhüter
- Veli-Pekka-Ketola-Trophäe – meiste Punkte während der Hauptsaison